# Lüganuse
Die Landgemeinde Lüganuse (Lüganuse vald) liegt im Kreis Ida-Viru im Nordosten Estlands.

## Beschreibung
Die Landgemeinde Lüganuse liegt etwa 20 km von der Stadt Kohtla-Järve entfernt. Sie grenzt an den Finnischen Meerbusen. Ihre Fläche beträgt 105 km². Sie hat 1378 Einwohner (Stand 1. Januar 2012).

## Gliederung
Neben dem Hauptort Lüganuse gehörten bis 2013 zur Landgemeinde nur die Dörfer Aa, Irvala, Jabara, Kopli, Liimala, Lohkuse, Matka, Moldova, Mustmätta, Purtse, Varja und Voorepera. 2013 kamen die Stadt Püssi und die Dörfer der aufgelösten Landgemeinde Maidla hinzu: Aidu, Aidu-Liiva, Aidu-Nõmme, Aidu-Sooküla, Aruküla, Arupäälse, Aruvälja, Hirmuse, Koolma, Kulja, Lipu, Lümatu, Maidla, Matka, Mehide, Oandu, Ojamaa, Piilse, Rebu, Rääsa, Salaküla, Savala, Sirtsi, Soonurme, Tarumaa, Uniküla, Veneoja und Virunurme.

## Gemeindewappen
Wappen und Flagge der Gemeinde stammen aus dem Jahr 1997. Die Farbe Blau symbolisiert Wasser und Leben. Die Farbe Grün steht für Natur, Jugend und Hoffnung. Im Wappen ist ein traditioneller Dachfirst zu sehen, der ebenso wie die Feuerstelle an das heimatliche Gehöft erinnern soll. Das aufgeschlagene Buch steht für die Weisheit.

## Sehenswürdigkeiten

### Vasallenburg Purtse

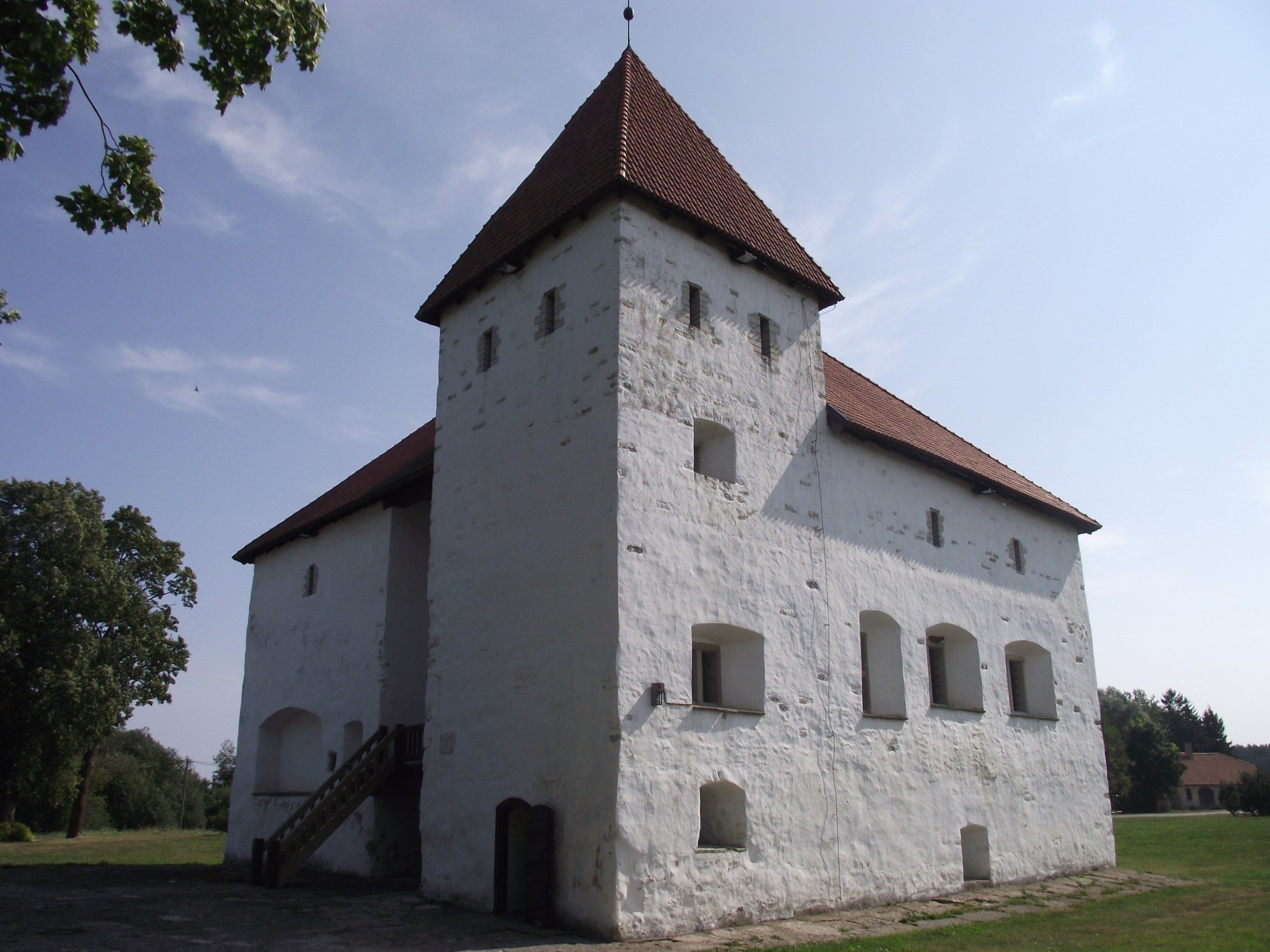
Vasallenburg von Purtse

Besonders sehenswert ist die Vasallenburg von Purtse (deutsch Alt-Isenhof). Sie wurde vermutlich in den Jahren 1533 bis 1565 errichtet. Nach aufwändigen Renovierungsarbeiten erstrahlt sie heute wieder in altem Glanz. Das Gebäude stellt die älteste Bauperiode der estländischen Gutshausarchitektur dar. Die Burg beherbergt heute Ausstellungsräume und Veranstaltungssäle.

### Kirche St. Johannis zu Lüganuse
Die St. Johannis-Kirche im Hauptort Lüganuse stammt aus dem 14. Jahrhundert. Die Kirchengemeinde Lüganuse ist durch eine Partnerschaft seit 1994 mit den Evangelisch-Lutherischen Kirchengemeinden Schwesing und Viöl in Schleswig-Holstein verbunden.